# Клод Буржла
Клод Буржла (фр. Claude Bourgelat; Лион, 27. март 1712 — 3. јануар 1779) је био француски ветеринар.

## Биографија
Године 1762. Буржла је у Лиону отворио прву ветеринарску школу у Европи. Четири године касније отвара и другу школу у Алфору код Париза. Успеси постигнути у овим школама подстакли су отварање ветеринарских школа и у другим земљама Европе. Тиме су створени услови за научни развој ветеринарске медицине.